# Workington (circonscription britannique)
Pour l’article homonyme, voir Workington.
Circonscription parlementaire de la Chambre des communes
La circonscription de Workington est une circonscription électorale anglaise située dans le comté de Cumbria et représentée à la Chambre des communes du Parlement britannique. Sa création date de la loi de 1918 sur la représentation populaire.

## Situation
La circonscription se situe au nord-ouest du Cumbria. Elle comprend notamment les villes de Workington, Cockermouth, Maryport et Aspatria.

## Économie
Depuis le déclin des industries minières (charbon) et sidérurgiques, l'économie de la circonscription reste orientée vers l'industrie avec des entreprises qui travaillent dans le domaine des plastiques, de la chaussure, du carton et de l'électronique.
Toutefois, comme dans tout le Cumbria, le tourisme constitue une source de revenus essentielle grâce à la qualité des paysages locaux qui attirent des millions de visiteurs chaque année. Les chiffres du chômage sont inférieurs à la moyenne nationale, mais de nombreux actifs travaillent à temps partiel.